# یواس‌اس بووگ (سی‌وی‌ئی-۹)
یواس‌اس بووگ (سی‌وی‌ئی-۹) (به انگلیسی: USS Bogue (CVE-9)) یک کشتی بود که طول آن ۴۹۵٫۷ فوت (۱۵۱٫۱ متر) بود. این کشتی در سال ۱۹۴۲ ساخته شد.